# Medan
För andra betydelser, se Medan (olika betydelser).
Medan är den största staden på Sumatra i Indonesien och är belägen på den nordöstra delen av ön. Den är administrativ huvudort för provinsen Sumatera Utara och har cirka 2,3 miljoner invånare, vilket gör den till en av de största städerna i landet. Stadsgränsen sträcker sig ända till kuststräckan mot Malackasundet, och hamnen vid Belawan, medan centrala Medan ligger cirka 15 kilometer från kusten. Storstadsområdet benämns Mebidangro, vilket är en akronym av de områden som ingår (städerna Medan och Binjai, samt regentskapen Deli Serdang och Karo). Storstadsområdets folkmängd uppgick till cirka 4,5 miljoner invånare vid folkräkningen 2010.